# 艾普斯龙运载火箭
愛普瑟隆固態燃料火箭（日语：イプシロンロケット、Εロケット）是日本的宇宙航空研究開發機構（JAXA）與民間業者IHI共同研發、用來發射人造衛星的固体燃料火箭。

## 概述

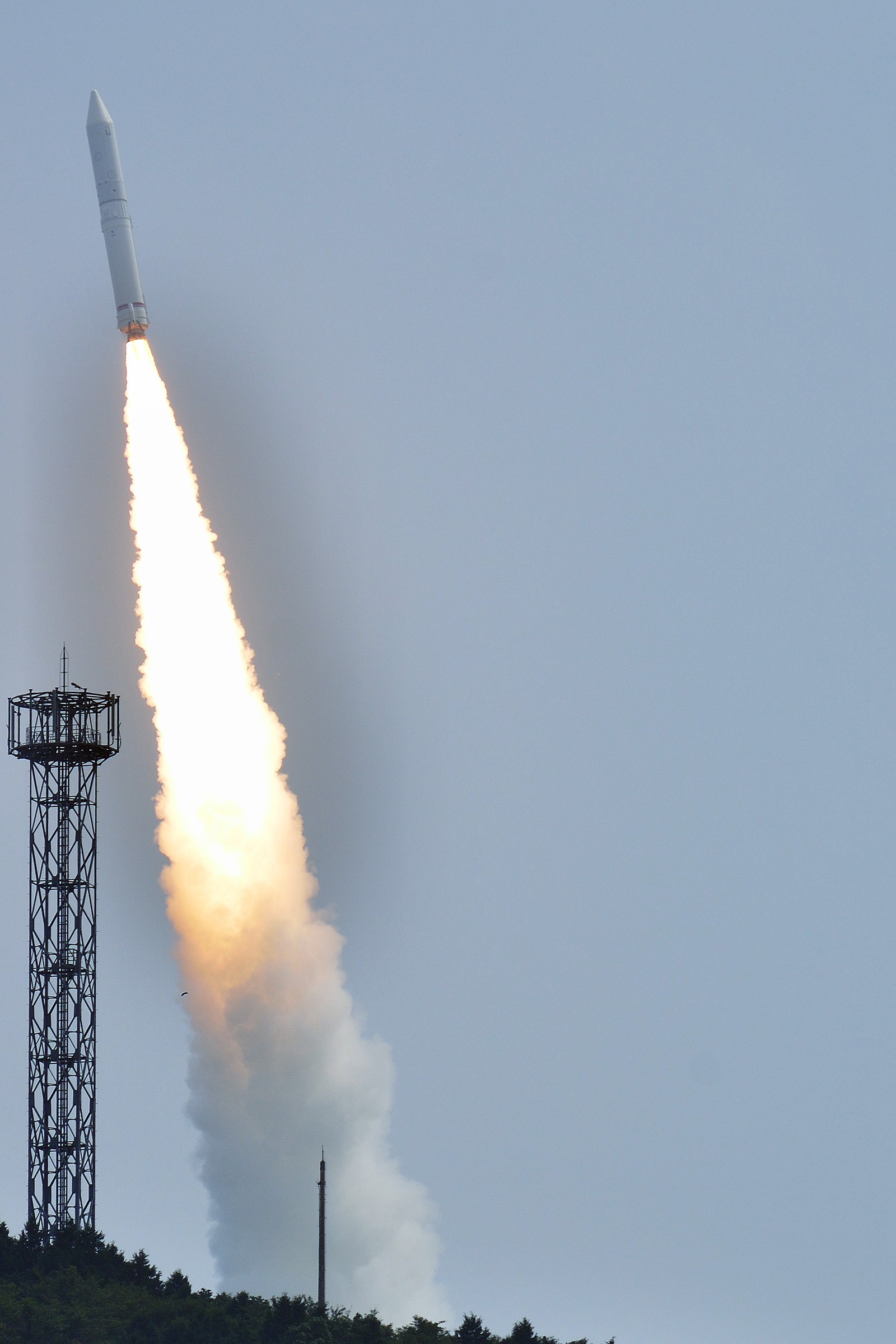
首次發射

愛普瑟隆固態燃料火箭於2007年開始研發，以替代2006年退役的M-V運載火箭，至2010年正式啟動開發工作。最初命名為「次期固體火箭」（次期固体ロケット），後來以希臘文的命名（羅馬字即寫作），有傳承Lambda系列、Mu系列等固體火箭技術的意味，JAXA對於該型火箭的命名則帶有「Evolution & Excellence（技術的革新、發展）」、「Exploration（宇宙的開拓）」、「Education（技術者的養成）」的意義。
愛普瑟隆固態燃料火箭的首次發射因火箭機體上電腦與控制中心內的電腦沒有正確匹配導致系統異常而在發射前19秒緊急中止，至2013年9月14日始发射成功。该型火箭首次发射费用约为53亿日圓，并力争于2017年将费用降至30亿日圓，以提高小型卫星商业发射的竞争力。
| 日期/時間 (UTC)         | 節數 | 酬載                                                                 | 酬載重量 (kg) | 結果 |
| ----------------------- | ---- | -------------------------------------------------------------------- | ------------- | ---- |
| 2013年9月14日 05:00     | 4    | 火崎号                                                               | 340           | 成功 |
| 2016年12月20日 11:00:00 | 3    | 荒瀨號                                                               | 350           | 成功 |
| 2018年1月17日 22:06:11  | 4    | ASNARO-2                                                             | 570           | 成功 |
| 2019年1月18日 00:50:20  | 4    | RAPIS-1MicroDragonRISESATALE-1OrigamiSat-1AOBA-VELOX-IVNEXUS         | 200           | 成功 |
| 2021年11月9日 00:55:16  | 4    | RAISE-2HIBARIZ-SatDRUMSTeikyoSat-4ASTERISCARICANanoDragonKOSEN-1     | 110           | 成功 |
| 2022年10月12日 00:50:00 | 4    | RAISE-3QPS-SAR 3QPS-SAR 4MAGNAROMITSUBAKOSEN-2WASEDA-SAT-ZEROFSI-SAT | 110           | 失敗 |

## 艾普斯龙-S
艾普斯龙的第一级是改进的SRB-A3，它是H-IIA的固体火箭助推器。由于H-IIA即将退役并由H3取代，艾普斯龙将被新版本艾普斯龙-S取代。计划于2023年首次发射。
2023年7月14日早上，在秋田县试验场测试第二级发动机时发生爆炸。
2024年11月26日，在种子岛宇宙中心测试第二级发动机时发生爆炸。